# Христо Димкаров
Христо Димев Димкаров е българи фотограф, един от пионерите на фотографското дело в Македония от края на XIX и началото на XX век.

## Биография
Димкаров е роден в централномакедонския град Прилеп в 1883 година. Син е на видния възрожденец Диме Гьорчев Янев – Димкар. Заминава на печалба в Америка, където научава фотографския занаят. При завръщането си в Прилеп отваря фотографско студио, в което работи до смъртта си. Тъй като Димкаровци са известни като патриоти, много войводи и четници му позволяват да ги снима в пълно въоръжение. Прави фотографии и на почти всички видни прилепчани, както и на ученическите класове (традиционно в края на учебните години) и на почти всички учителски съвети.
Умира на 10 юни 1920 година в София от менингит.
- Български офицер, заснет в Прилеп от Димкаров по време на Първата световна война
- Лого на Христо Димкаров
- Некролог на Димкаров